# Kali (gudinde)
 For alternative betydninger, se Kali. (Se også artikler, som begynder med Kali)
Kali er en indisk gudinde. Hun er ødelæggelsens gudinde og repræsenterer den kvindelige shakti-energi. Ofte ses hun afbildet som dansende på Shivas  legeme. Også kaldet Durga, Devi, Shakti, Sati, Uma og Kundalini.
Fordi hun suger negativitet og ondskab ud af dem, der tilbeder hende, får hun en sort farve. Farven opstår altså ikke, fordi hun er gudinde for ondskab. Denne sidste misforståelse blev i høj grad spredt af de kristne missionærer, som mødte Kalikulten i Indien. Hun bærer en halskæde af afhuggede hoveder, som symboliserer egoer – for Kali ødelægger ego'et i den søgende discipel, så dennes sande absolutte natur kan åbenbare sig.
Tilsvarende har hun et skørt af afhuggede hænder om sin ellers nøgne krop. De symboliserer tilknytning, og Kali destruerer tilknytning til verdens maya.
På sanskrit betyder "Kala" tid, og "Kali" er den, der ødelægger tid. Kali er således gudinden, der bringer den søgende til hans sande tidløse væren. Ligeledes er Kaligudindens frygtindgydende ansigt med den lange blodige tunge ikke et udtryk for ondskab, men for at hun er nådesløs i sin destruering af alt, hvad der er falsk.
- Wikimedia Commons har flere filer relateret til Kali (gudinde)

| Mytologi | Spire Denne artikel om mytologi er en spire som bør udbygges. Du er velkommen til at hjælpe Wikipedia ved at udvide den. |